# Erwin De Nul
Erwin De Nul is een Vlaams radio-dj.
De Nul studeerde af aan het HRITCS in de richting Beeld/Geluid/Montage in 1986. In 1987 begon hij op de toenmalige BRT, waar hij al snel technicus werd bij Studio Brussel. Midden in de newbeatperiode maakte hij daar onder andere de allereerste mixen De Dansstandaard, die werden uitgezonden elke zaterdagnamiddag en elke woensdagmiddag. Later werd hij ook de vaste mixer van Technoville, een programma dat werd samengesteld door Rudi Victor Ackaert en gepresenteerd door onder meer Jeroen Roppe en Stefan Ackermans. In 1998 stapte hij over naar Radio Donna, waar hij onder andere De Weekendshow mixte en later ook samenstelde. Sinds de start van MNM maakt hij elke week het programma Mix & Match. Hij maakt ook jaarlijks een mix met een greep uit de hits van het afgelopen jaar.